# Tatort: Feuer
Feuer ist ein Fernsehfilm aus der Krimireihe Tatort. Der vom WDR produzierte Beitrag ist die 1305. Tatort-Episode und wurde am 9. Juni 2025 im SRF, im ORF und im Ersten ausgestrahlt. Das Team aus Dortmund ermittelt – es ist der 28. Fall von Faber und der 10. von Rosa Herzog.

## Handlung
Meike Gebken wird tot mit Rauchvergiftung in ihrem brennenden Haus aufgefunden, während ihre kleine Tochter Zoë verletzt entkommt und ihr Sohn Finn verschwunden ist. Die Ermittlungen ergeben Hinweise auf Brandstiftung. Um mehr über das Motiv zu erfahren, ermittelt Kommissarin Rosa Herzog verdeckt in einem Frauenhaus, in dem die Tote zuletzt Schutz gesucht hatte.
Ein erster Verdacht fällt auf Meikes Lebensgefährten Jens Hielscher, der seine Freundin und deren halbwüchsigen Sohn Finn tyrannisiert hat. Nur zur gemeinsamen Tochter Zoe hatte der gewalttätige Mann ein gutes Verhältnis. Er bekommt schließlich das Kind in seine Obhut, doch von Finn fehlt jede Spur. Als dann der Junge gefunden wird, hoffen die Kommissare auf eine schnelle Lösung des Falls – doch der Teenager schweigt verbissen.
Erst Faber gegenüber öffnet sich Finn langsam. Er war zum Zeitpunkt des Brandes in der Obhut von Fanny Bellmes, einer Freundin von Meike Gebsen. Nach mehreren Befragungen gibt die drogenabhängige Fanny schließlich zu, das Feuer gelegt zu haben. Sie wollte so verhindern, dass ihre Freundin Meike in ihr Zuhause und ihre gewalttätige Partnerschaft zurückkehrt. Sie wusste nicht, dass sich Meike in dem Haus aufhielt.

## Hintergrund
Der Film wurde vom 3. September 2024 bis zum 2. Oktober 2024 in Dortmund, Köln und Umgebung gedreht.

## Rezeption

### Kritiken
„Die horizontale Erzählung wird fortgesetzt, ohne derart in den Vordergrund zu rücken wie zuletzt in der Episode „Abstellgleis“, [das] Dortmunder Modell fordert dem Publikum auch diesmal Vorwissen und erhöhte Aufmerksamkeit ab, denn manche Handlungsfäden werden eher beiläufig aufgenommen, neue Entwicklungen nur angedeutet. Dem üblichen Vorgehen bei Krimi-Reihen folgt der Dortmunder „Tatort“ weiterhin nicht.[…] Im unberechenbaren Dortmunder Team bleibt vieles möglich, gut so.“

### Einschaltquoten
Die Erstausstrahlung von Feuer am 9. Juni 2025 wurde in Deutschland von 5,95 Millionen Zuschauern gesehen und erreichte einen Marktanteil von 23,8 % für Das Erste.